# Tributo a Cesare (Bartolomeo Manfredi)
Il Tributo a Cesare è un'opera di Bartolomeo Manfredi (1587 circa-1620 circa). Con il suo pendent, Disputa con i dottori, dello stesso autore, proviene dalla collezione del cardinale Carlo de' Medici (1595–1666), figlio del granduca Ferdinando I de' Medici.

## Descrizione
Inserito in una cornice intagliata e dorata, con motivi a volute e vegetali, questo dipinto alla morte del cardinale Carlo de' Medici passò al Casino Mediceo di San Marco, nel 1667 arrivò a Palazzo Pitti e nel 1753 fu portato agli Uffizi.
Nell'inventario del 1666 il dipinto era attribuito al Caravaggio; ma il critico dell'arte Voss, esaminandolo attentamente e confrontandolo con altre opere di caravaggeschi, nel 1924 lo assegnava a Bartolomeo Manfredi - attribuzione confermata nel 1943 dal Longhi. Nel catalogo dei dipinti degli Uffizi, stampato nel 1926, durante la direzione di Giovanni Poggi (1880-1961), si affermava tuttavia che l'opera apparteneva alla scuola di Caravaggio; ma bisogna considerare che questo catalogo presentava schede molto sintetiche.
Contro lo sfondo scuro, i personaggi emergono per contrasto, nella potenza e nella drammaticità delle loro fisionomie. Manfredi, a Roma, si pose alla guida del caravaggismo, rappresentato da gruppo variegato di artisti che raccolsero e diffusero l'erdità del luminismo e del naturalismo di Caravaggio.

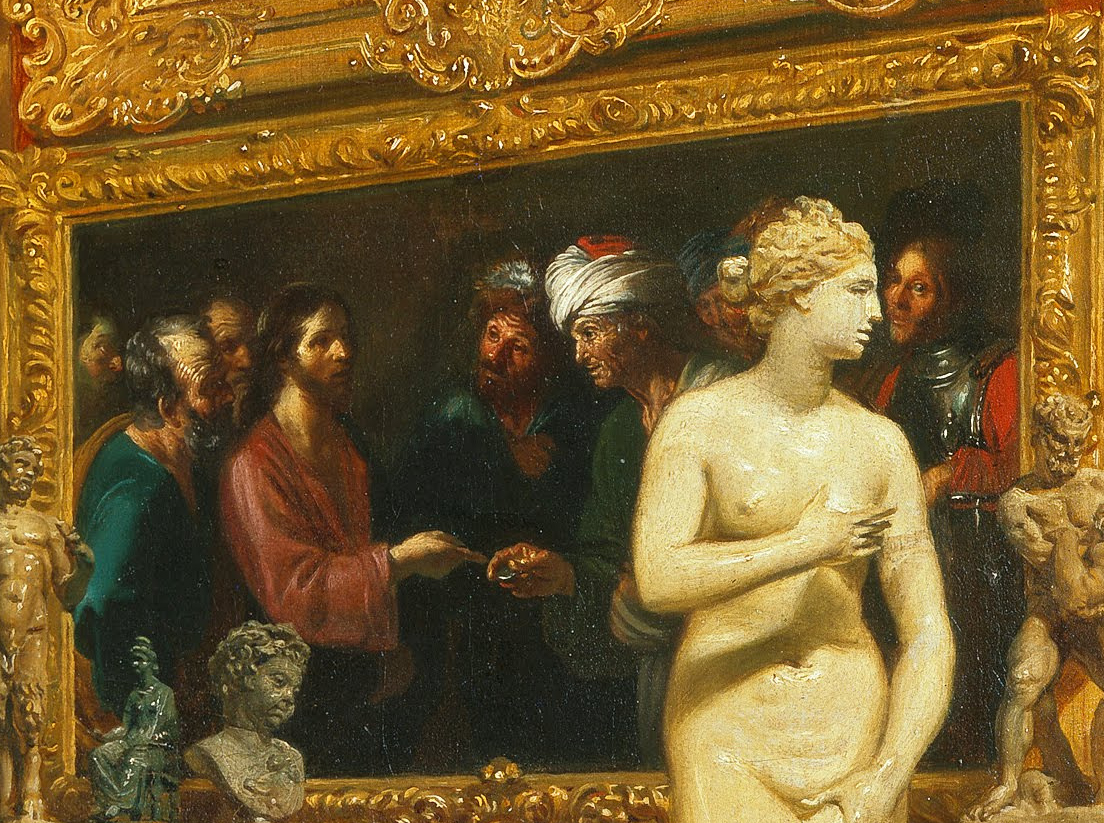
Johan Zoffany - Tribuna degli Uffizi - Manfredi

Gli altri dipinti di Manfredi, oggi esposti nella stessa sala sono: Disputa coi dottori, Cristo deriso e Carità romana. I Giocatori di carte e il Concerto musicale, molto danneggiati dalla bomba di via dei Georgofili nel 1993, sono in attesa di restauro che si presenta problematico.
Il Tributo a Cesare, insieme ad altre opere d'arte, allora presenti agli Uffizi, è stato riprodotto nell'opera Tribuna degli Uffizi, dipinta da Johann Zoffany nel 1776. Davanti a questo dipinto Zoffany ha inserito quattro sculture, tutte allora patrimonio degli Uffizi: il busto di giovane satiro - arte di epoca romana, ora a Villa Corsini a Castello, la Venere de' Medici oggi rimasta agli Uffizi, la Concordia seduta, che è al Museo archeologico nazionale di Firenze; i Due lottatori - arte romana - scultura rimasta nella Tribuna degli Uffizi.

### Esposizioni
- Caravaggio e i Caravaggeschi nelle Gallerie di Firenze, Firenze, 1970[4]